# Mauritz Hallberg
Emil Fredrik Mauritz Hallberg, född 2 augusti 1851 i Stockholm, död 27 februari 1924 i Helsingfors, var en finländsk affärsman.
Hallberg överflyttade i barnaåren med föräldrarna överflyttade till Helsingfors, hade sedan 1868 anställning vid Osberg & Bades verkstad i Helsingfors, men grundade 1877 tillsammans med sin svåger, kommerserådet Hjalmar Schildt, handels- och fabriksfirman Schildt & Hallberg (ombildat till aktiebolag 1917). Schildt & Hallberg köpte 1885 linolje- och senare färgfabriken i Dickursby (idag Tikkurila Oy). Hallberg intog en mycket bemärkt ställning inom Finlands affärsliv. Sålunda var han verkställande direktör i Munkholmens AB samt styrelseordförande i ett flertal aktiebolag. Han var ordförande i Finska handelsdelegationens centralutskott (1888–98) samt medlem av Helsingfors handelskammare och skiljenämnden för handel, industri och sjöfart. 
Av regeringen anlitades Hallberg bland annat i kommittéerna för framtida järnvägars byggnadssätt (1892) och för nytt trafikreglemente för Statsjärnvägarna samt i förstads-, näringslags-, apotekskommittéerna. Han var i 15 år stadsfullmäktig i Helsingfors och satt vid lantdagarna 1882 och 1888–1906 i borgarståndet samt 1910 i enkammaren (för Svenska folkpartiet) och invaldes vanligen i statsutskottet. Han tillhörde även fullmäktige för Finlands Bank och var deras ordförande 1905–07. 
Hallberg visade stort intresse för konstnärliga och vetenskapliga strävanden. Han var ordförande i Konstflitföreningen i Finland och av lantdagen vald medlem i delegationen för Antellska samlingarna samt är styrelseledamot i Herman Renlunds stiftelse för Finlands praktisk-geologiska undersökning. Han stiftade (1914) och var ordförande i Numismatiska föreningen i Finland samt utgav Minnespenningar öfver enskilda personer födda eller verksamma i Finland, I–II (i "Svenska litteratursällskapets i Finland skrifter" 1906, 1923) och Några anteckningar om Åbomynten (1919). 
På första årsdagen "de vitas" intåg i Helsingfors, den 16 maj 1919, gjorde Hallberg en större donation till Svenska litteratursällskapet i Finland, varav halva räntan får fritt disponeras av sällskapet och andra hälften årligen 16 maj skall utdelas, som Statsrådet Mauritz Hallbergs pris, även kallat Hallbergska priset, för något vetenskapligt arbete, i original utgivet i Finland på svenska språket. Hallberg, som erhöll 1908 statsråds titel och samma år utnämndes till Riddare av Nordstjärneorden, var hedersledamot av ovannämnda sällskap och blev 1923 filosofie hedersdoktor vid Helsingfors universitet
Hans syster Hilma Maria Charlotta Hallberg, gift Schildt, (1853–1921) verkade ivrigt för de svenska kulturella strävandena i Finland samt på välgörenhetsarbetets område inom huvudstaden.